# Malik Rumeau
Malik Rumeau, né à Corbeil-Essonnes en 1977, est un scénariste, acteur et metteur en scène français.
Il est notamment co-scénariste du film Divines primé à Cannes pour la caméra d'or en 2016 et ayant reçu trois Césars du cinéma français la même année.

## Filmographie
- 2011 : Sur La Route du Paradis de Houda Benyamina : co-scénariste[1]
- 2016 : Divines de Houda Benyamina : co-scénariste

## Distinctions
- Mention Spéciale SACD à la Quinzaine des Réalisateurs au Festival de Cannes 2016 pour le film Divines.
- Nommé au César du meilleur scénario original pour Divines lors des César du cinéma (avec Romain Compingt et Houda Benyamina)[2]